# Österreichische Fußballnationalmannschaft (U-21-Männer)
Die österreichische U-21-Fußballnationalmannschaft ist eine Auswahlmannschaft österreichischer Fußballspieler. Sie untersteht dem Österreichischen Fußball-Bund und repräsentiert diesen auf der U-21-Ebene, in Freundschaftsspielen gegen die Auswahlmannschaften anderer nationaler Verbände, aber auch bei den Europameisterschaften des Kontinentalverbandes UEFA. Spielberechtigt sind Spieler, die ihr 21. Lebensjahr noch nicht vollendet haben und die österreichische Staatsangehörigkeit besitzen. Bei Turnieren ist das Alter beim ersten Qualifikationsspiel maßgeblich.

## Geschichte
Die U-21-Auswahl Österreichs hat mit einer Ausnahme (1980) an allen Europameisterschaften der UEFA teilgenommen. Erstmals qualifizieren konnte man sich für die Endrunde 2019, wo man in der Vorrunde ausschied.
In der Qualifikation zur Europameisterschaft 2006 wurde Österreich mit Deutschland, England, Polen, Wales und Aserbaidschan in die Gruppe 6 gelost. Drei Siegen standen zwei Unentschieden und fünf Niederlagen gegenüber, bei einer Tordifferenz von 9:14. Mit nur elf Punkten war der zweite Platz, welcher für die Play-offs gereicht hätte, unerreichbar. Gegen den Nachbarn und späteren Gruppensieger aus Deutschland verloren die Österreicher beide Spiele. Einen Achtungserfolg gab es gegen das Team aus England, welches am 7. Oktober 2005, mit 2:1 besiegt wurde. Es war der einzige Auswärtserfolg Österreichs.
Da nach der EM 2006 bereits 2007 die nächste Europameisterschaft, und nicht wie üblich alle zwei Jahre, stattfinden sollte, wurde diese Qualifikation im Schnellverfahren ausgespielt. Angefangen mit einer Vorrunde, über eine kurze Gruppenphase mit drei Mannschaften und den Play-off-Spielen. Österreich brauchte erst in die Gruppenphase einsteigen. In der Gruppe fünf wurde ihnen Italien und Island zugelost. Es wurde nur ein Spiel gegen jede Mannschaft ausgetragen, sodass die Teams je einmal Auswärts- und einmal Heimrecht hatten. In der ersten Partie am 16. August 2006 nahem sich die beiden Außenseiter Österreich und Island durch ein 0:0-Unentschieden gegenseitig die Punkte weg. Nachdem Italien am zweiten Spieltag Island mit 1:0 besiegte, musste die letzte Partie gegen die Österreicher entscheiden. Italien setzte sich neuerlich mit 1:0 durch, sodass die Österreicher die Qualifikation verfehlten.
Bei der Qualifikation zur Euro 2009 hatten die Österreicher Losglück und konnten mit Ausnahme Italiens den großen Favoriten in der Gruppe 7 ausweichen. Mit Belgien, der Slowakei, Island und Zypern wurde die Mannschaft vor eine schwere aber doch lösbare Aufgabe gestellt. Nachdem nur der erste Platz für die Play-off-Runde berechtigte, war dieser Ziel der Österreicher. Mit sechs Siegen und zwei Unentschieden wurde der erste Rang klar erspielt. Belgien wurde mit neun Punkten klar auf den zweiten Platz verwiesen. Alle Heimspiele wurden gewonnen und Punktverluste gab es nur in den Auswärtspartien gegen Island und die Slowakei. In keinem Spiel gewann die Mannschaft mehr als mit einem Tor Unterschied. Es war dies die erste Qualifikation für die Entscheidungsspiele um den Einzug in die Play-off-Runde in der Geschichte des österreichischen U-21-Teams.
In den Entscheidungsspielen um den Einzug in die Play-off-Runde der EM 2009 am 11. und 15. Oktober 2008 traf Österreich auf Finnland und stand damit vor einer lösbaren Aufgabe. Im ersten Spiel in Pasching leiteten zwei frühe Tore durch Christoph Saurer und Florian Klein nach nur 13 Minuten – Përparim Hetemaj konnte in der 63. Minute für die Finnen verkürzen – den 2:1-Sieg ein, wobei die Österreicher viele gute Möglichkeiten ausließen. Im Rückspiel schien ebenfalls alles gut zu laufen. Marko Stanković erzielt in der 26. Minuten die 1:0-Führung. Diese sollte bis zur 81. Minute anhalten, ehe Jussi Vasara den Ausgleich erzielte. In der Nachspielzeit traf Vasara mit seinem zweiten Treffer zum 2:1 für Finnland und zwang Österreich in die Verlängerung. Nachdem diese keine Entscheidung gebracht hatte, kam es zum Elfmeterschießen. In diesem scheiterten Stanković und Madl am finnischen Keeper Tomi Maanoja, womit das österreichische Team die erste Teilnahme an einer U-21-EM-Endrunde verpasste.
Auch in der Qualifikationsgruppe 10 zur Europameisterschaft 2011 starteten die ersatzgeschwächten Österreicher mit einer 1:2-Niederlage in Belarus.

### Teilnahmen an den U-21-Europameisterschaften
| 1978 | In der Vorrundengruppe 3 gegen die DDR (1.) und die Türkei (2.) ausgeschieden |
| 1980 | nicht teilgenommen |
| 1982 | In der Vorrundengruppe 1 gegen Deutschland (1.), Bulgarien (2.) und Finnland (4.) ausgeschieden |
| 1984 | In der Vorrundengruppe 6 gegen Albanien (1.), Deutschland (2.) und die Türkei (3.) ausgeschieden |
| 1986 | In der Vorrundengruppe 5 gegen Ungarn (1.), die Niederlande (2.) und Zypern (4.) ausgeschieden |
| 1988 | In der Vorrundengruppe 1 gegen Spanien (1.), Rumänien (2.) und Albanien (4.) ausgeschieden |
| 1990 | In der Vorrundengruppe 3 gegen die UdSSR (1.), die DDR (2.) und die Türkei (4.) ausgeschieden |
| 1992 | In der Vorrundengruppe 4 gegen Dänemark (1.), Jugoslawien (2.) und San Marino (4.) ausgeschieden |
| 1994 Endrunde in Frankreich | In der Qualifikationsgruppe 6 gegen Frankreich (1.), Schweden (2.), Finnland (3.), Bulgarien (4.) und Israel (5.) ausgeschieden |
| 1996 Endrunde in Spanien | In der Qualifikationsgruppe 6 gegen Portugal (1.), England (2.), Irland (3.) und Lettland (5.) ausgeschieden |
| 1998 Endrunde in Rumänien | In der Qualifikationsgruppe 4 gegen Schweden (1.), Belarus (3.), Lettland (4.), Schottland (5.) und Estland (6.) ausgeschieden |
| 2000 Endrunde in der Slowakei | In der Qualifikationsgruppe 6 gegen Spanien (1.), die Niederlande (2.), Israel (3.) und Zypern (4.) ausgeschieden |
| 2002 Endrunde in der Schweiz | In der Qualifikationsgruppe 7 gegen Frankreich (1.), Spanien (2.), Israel (3.) sowie Bosnien und Herzegowina (5.) ausgeschieden |
| 2004 Endrunde in Deutschland | In der Qualifikationsgruppe 3 gegen Tschechien (1.), Belarus (2.), die Niederlande (4.) und Moldawien (5.) ausgeschieden |
| 2006 Endrunde in Portugal | In der Qualifikationsgruppe 6 gegen Deutschland (1.), England (2.), Polen (3.), Wales (5.) und Aserbaidschan (6.) ausgeschieden |
| 2007 Endrunde in den Niederlanden | In der Qualifikationsgruppe 5 gegen Italien (1.) und Island (3.) ausgeschieden |
| 2009 Endrunde in Schweden | Nach dem Sieg in der Qualifikationsgruppe 7 gegen die Slowakei (2.), Belgien (3.), Island (4.) und Zypern (5.) in den Entscheidungsspielen gegen Finnland ausgeschieden |
| 2011 Endrunde in Dänemark | In der Qualifikationsgruppe 10 gegen Schottland (1.), Belarus (2.), Albanien (4.) und Aserbaidschan (5.) ausgeschieden. |
| 2013 Endrunde in Israel | In der Qualifikationsgruppe 10 gegen Niederlande (1.), Schottland (2.), Bulgarien (3.) und Luxemburg (5.) ausgeschieden. |
| 2015 Endrunde in Tschechien | In der Qualifikationsgruppe 4 als Gruppenzweiter gegen Spanien (1.), Ungarn (3.), Bosnien und Herzegowina (4.) und Albanien (5.) ausgeschieden. Österreich kam als fünftbester Zweitplatzierter nicht unter die besten vier Teams des Play-offs der besten Gruppenzweiten. |
| 2017 Endrunde in Tschechien | In der Qualifikationsgruppe 7 als Gruppenzweiter hinter Deutschland und vor Finnland, Aserbaidschan, Russland und Färöer für das Play-off qualifiziert. In diesem gegen Spanien (h: 1:1 / a: 0:0) aufgrund der Auswärtstorregel ausgeschieden. |
| 2019 Endrunde in Italien und San Marino | In der Qualifikationsgruppe 7 als Gruppenzweiter hinter Serbien und vor Russland, Armenien, Nordmazedonien und Gibraltar für das Play-off qualifiziert. In diesem gegen Griechenland (a: 1:0 / h: 2:0) aufgestiegen und qualifiziert. Gegner bei der Endrunde in der Gruppenphase waren Serbien, Dänemark und Deutschland. Man verpasste mit vier Punkten als Dritter den Aufstieg in das Semifinale und somit auch die Qualifikation für das Fußballturnier bei den Olympischen Spielen 2020 in Tokio. |
| 2021 Endrunde in Slowenien und Ungarn | In der Qualifikationsgruppe 3 trifft man auf Kosovo, Türkei, Albanien, Andorra und England. |
| Anmerkung: Zwischen 1978 und 1992 wurde die Endrunde einer U-21-Europameisterschaft nicht in einem Land ausgetragen, sondern durch Hin- und Rückspiele in den jeweiligen teilnehmenden Nationen absolviert. | |

## Trainer und Betreuer

### Aktuelles Betreuerteam

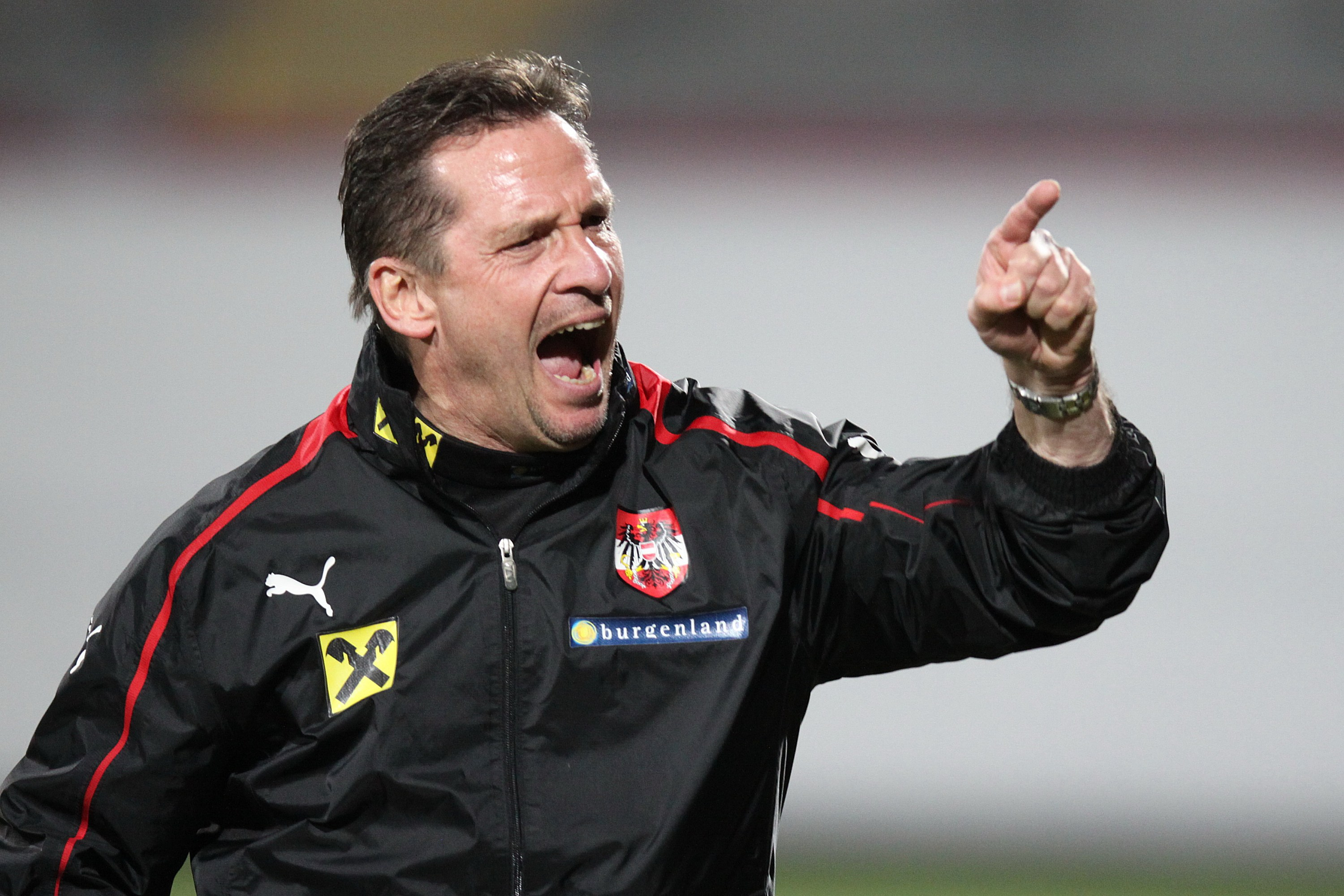
Teamchef Werner Gregoritsch wurde 2012…

| Position          | Name               | Geburtsdatum | seit | letzter Verein         |
| ----------------- | ------------------ | ------------ | ---- | ---------------------- |
| Teamchef          | Werner Gregoritsch | 22.03.1958   | 2012 | Kapfenberger SV        |
| Co-Trainer        | Dietmar Pegam      | 11.06.1968   | 2017 | SK Sturm Graz          |
| Torwarttrainer    | Raimund Hedl       | 31.08.1974   | 2018 | SK Rapid Wien          |
| Konditionstrainer | Stefan Arvay       | 18.08.1974   | 2017 | Kapfenberger SV        |
| Mentaltrainer     | Enrico Kulovits    | 29.12.1974   | 2017 | USV Mettersdorf        |
| Videoanalyst      | Andreas Gahleitner |              | 2018 | —                      |
| Teammanager       | Werner Germ        | 1960         | 2009 | ÖFB A-Team             |
| Teamarzt          | Christoph Resinger |              | –    | –                      |
| Teamarzt          | Thomas Konrad      |              | –    | –                      |
| Physiotherapeut   | Johannes Handler   |              | 2009 | –                      |
| Physiotherapeut   | Philipp Endl       |              | 2014 | SK Breitenfurt         |
| Masseur           | Christoph Pomper   | 08.10.1977   | 2016 | SC Mannsdorf (Trainer) |
| Media Officier    | Kevin Bell         |              | 2018 | —                      |
| Zeugwart          | Friedrich Allmer   |              | 2017 | –                      |

### Teamchefhistorie

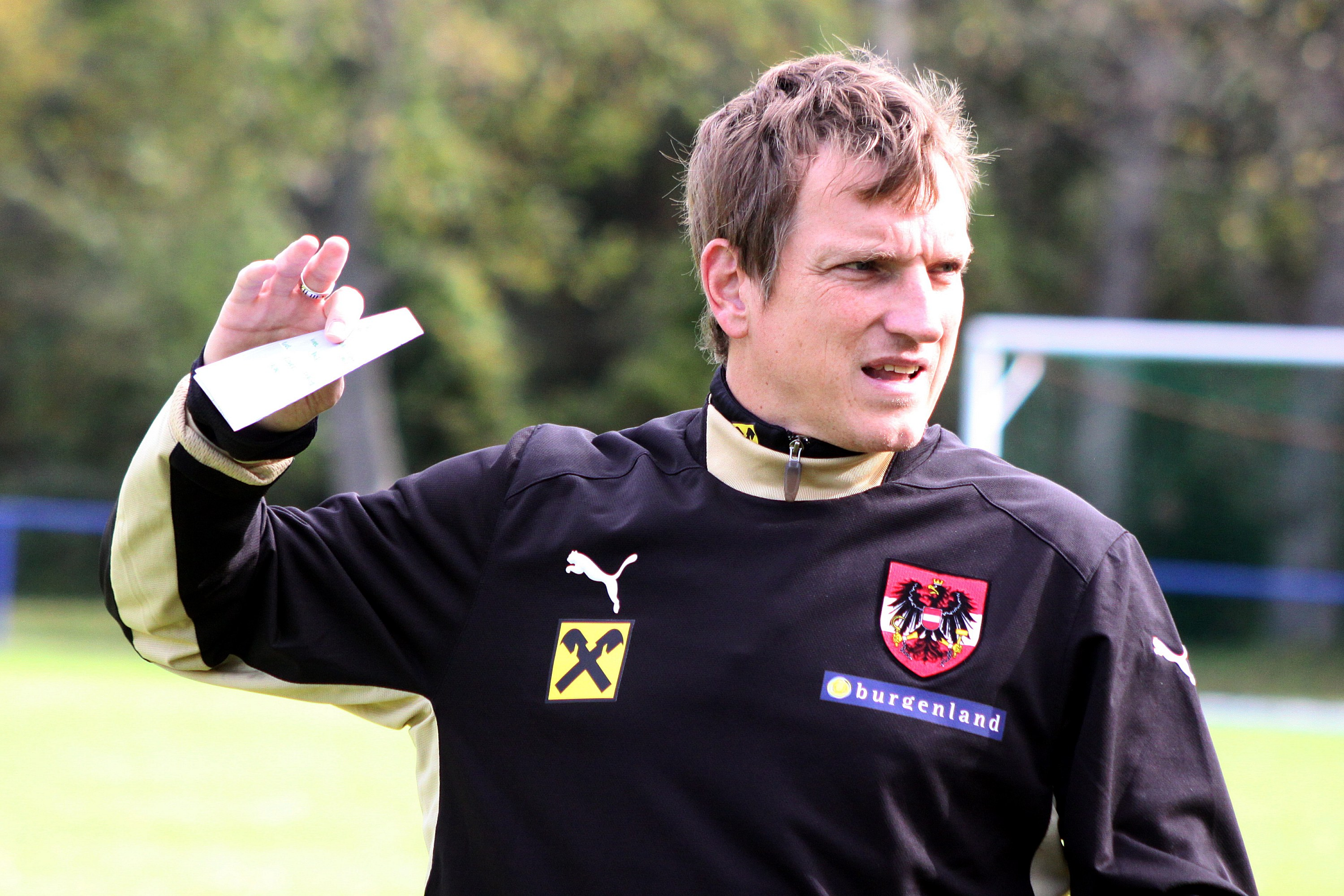
…Nachfolger von Andreas Herzog.

| von        | bis        | Spiele | Teamchef            | Geburtsdatum | Anmerkung       |
| ---------- | ---------- | ------ | ------------------- | ------------ | --------------- |
| 30.11.1984 | 30.11.1986 | 04     | August Starek       | 16.02.1945   |                 |
| 01.01.1987 | 31.12.1987 | 06     | Josef Hickersberger | 27.04.1948   |                 |
| 01.01.1988 | 30.06.1990 | 13     | Walter Gebhardt     | 10.11.1945   |                 |
| 01.07.1990 | 30.06.1991 | 06     | Friedrich Koncilia  | 25.02.1948   |                 |
| 01.07.1991 | 31.12.1991 | 01     | Dietmar Constantini | 30.05.1955   |                 |
| 20.07.1992 | 31.12.1992 | 04     | Herbert Prohaska    | 08.08.1955   |                 |
| 01.01.1993 | 31.12.1994 | 16     | Bruno Pezzey †      | 03.02.1955   |                 |
| 01.02.1995 | 05.03.1996 | 06     | Heribert Weber      | 28.06.1955   |                 |
| 12.03.1996 | 10.10.1999 | 26     | Ernst Weber †       | 05.10.1948   |                 |
| 11.10.1999 | 30.09.2005 | 48     | Willi Ruttensteiner | 12.11.1962   |                 |
| 01.10.2005 | 30.10.2005 | 02     | Gerhard Hitzel      | 11.10.1947   | Interimstrainer |
| 01.11.2005 | 19.01.2006 | 02     | Willi Ruttensteiner | 12.11.1962   |                 |
| 19.01.2006 | 04.03.2009 | 27     | Manfred Zsak        | 22.12.1964   |                 |
| 04.03.2009 | 31.12.2011 | 28     | Andreas Herzog      | 10.09.1968   |                 |
| 01.02.2012 | laufend    | 48     | Werner Gregoritsch  | 22.03.1958   |                 |

## Kaderliste

### Aktueller Kader

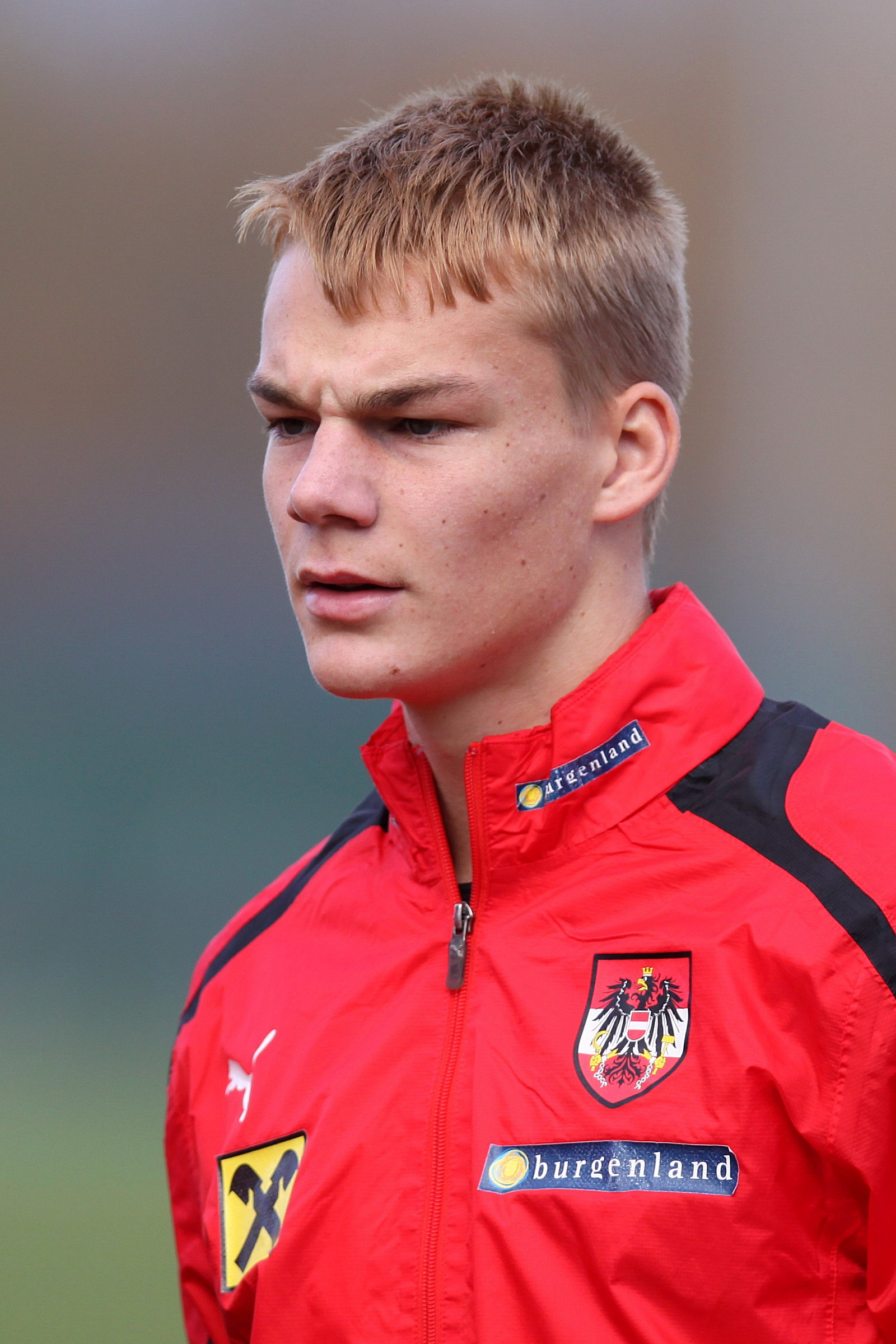
Kapitän des Teams: Philipp Lienhart mit 19 Einsätzen

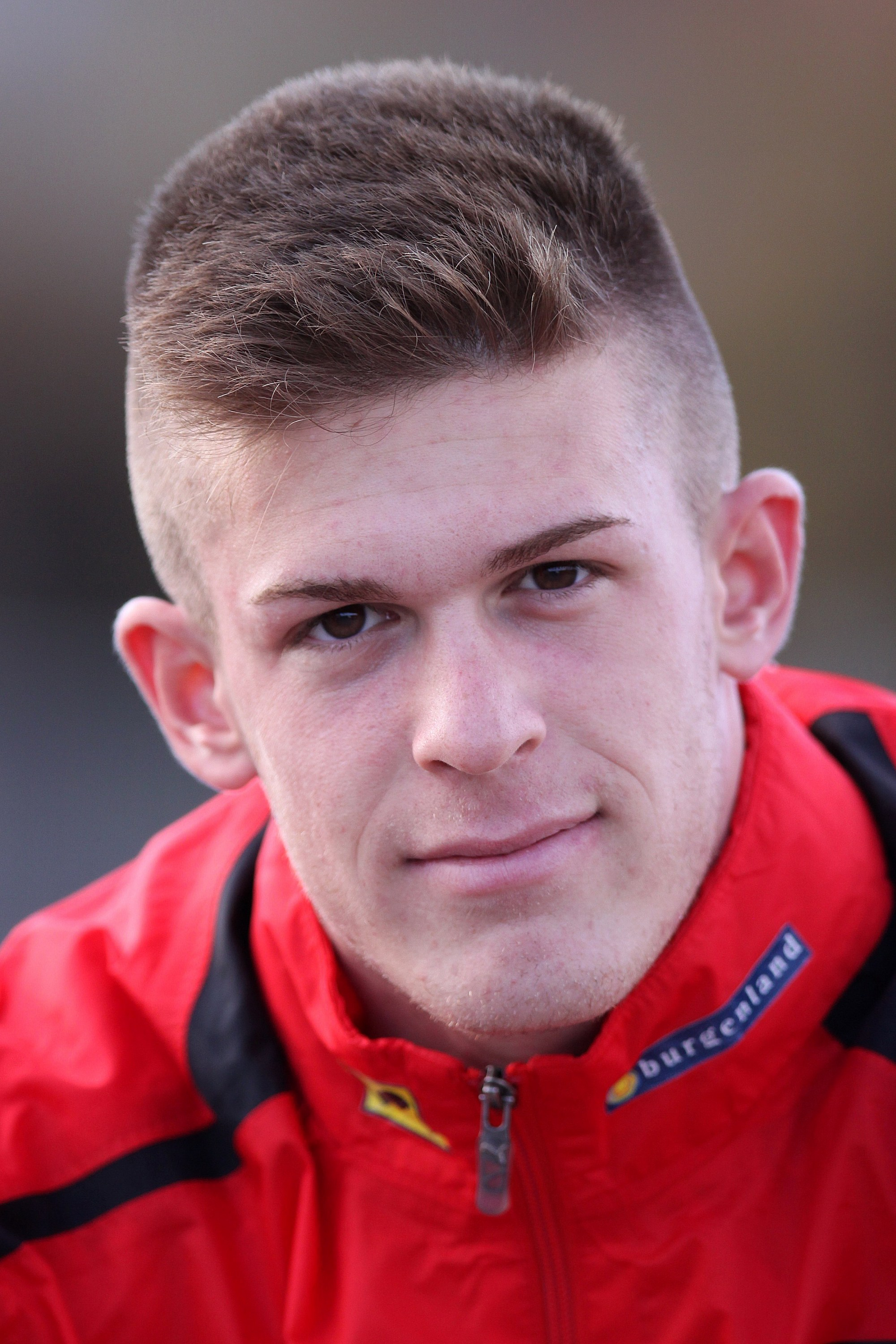
Marko Kvasina hat 12 Einsätze

Für die U21 Europameisterschaft Qualifikation gegen Albanien am 4. September 2020 und England am 8. September 2020 (beide in Ried im Innkreis) wurde von Ersatzteamchef Peter Schöttel folgender Kader einberufen:
| Nr.        | Name                 | geboren       | Verein                   | Spiele   | Tore     | Letzter Einsatz |          |
| Torhüter   | Torhüter             | Torhüter      | Torhüter                 | Torhüter | Torhüter | Torhüter        | Torhüter |
| ---------- | -------------------- | ------------- | ------------------------ | -------- | -------- | --------------- | -------- |
| 01         | Fabian Ehmann        | 28. Aug. 1998 | Aris Thessaloniki        | 07       | 0        | 8. Sep. 2020    |          |
| 12         | Christopher Giuliani | 7. Mai 1999   | Kapfenberger SV          | 01       | 0        | 18. Nov. 2019   |          |
| 23         | Ammar Helac          | 13. Juni 1998 | FK Austria Wien          | 01       | 0        | 18. Nov. 2019   |          |
| Abwehr     |                      |               |                          |          |          |                 |          |
| 02         | David Schnegg        | 29. Sep. 1998 | WSG Tirol                | 01       | 0        | 4. Sep. 2020    |          |
| 04         | Dario Maresic        | 29. Sep. 1999 | Stade Reims              | 18       | 01       | 8. Sep. 2020    |          |
| 08         | Marco Friedl         | 16. März 1998 | SK Sturm Graz            | 24       | 03       | 8. Sep. 2020    |          |
| 15         | Alexandar Borkovic   | 11. Juni 1999 | TSG 1899 Hoffenheim II   | 03       | 0        | 4. Sep. 2020    |          |
| 16         | Lukas Malicsek       | 6. Juni 1999  | SV Horn                  | 07       | 0        | 4. Sep. 2020    |          |
| 20         | Christoph Klarer     | 14. Juni 2000 | FC Southampton           | 01       | 0        | 8. Sep. 2020    |          |
| 22         | Emanuel Aiwu         | 25. Dez. 2000 | FC Admira Wacker Mödling | 02       | 0        | 8. Sep. 2020    |          |
| Mittelfeld |                      |               |                          |          |          |                 |          |
| 03         | Valentino Müller     | 19. Jan. 1999 | LASK                     | 05       | 0        | 8. Sep. 2020    |          |
| 05         | Yusuf Demir          | 2. Juni 2003  | SK Rapid Wien            | 02       | 0        | 8. Sep. 2020    |          |
| 07         | Kelvin Arase         | 15. Jan. 1999 | SK Rapid Wien            | 09       | 0        | 8. Sep. 2020    |          |
| 11         | Hannes Wolf          | 16. Apr. 1999 | Borussia Mönchengladbach | 12       | 05       | 8. Sep. 2020    |          |
| 13         | Dominik Reiter       | 4. Jan. 1998  | LASK                     | 01       | 0        | 8. Sep. 2020    |          |
| 14         | Christoph Halper     | 21. Mai 1998  | SKN St. Pölten           | 03       | 0        | 18. Nov. 2019   |          |
| 17         | Nicolas Meister      | 28. Sep. 1999 | SKN St. Pölten           | 06       | 03       | 8. Sep. 2020    |          |
| 18         | Vesel Demaku         | 5. Feb. 2000  | FK Austria Wien          | 06       | 0        | 8. Sep. 2020    |          |
| Angriff    |                      |               |                          |          |          |                 |          |
| 09         | Marko Raguž          | 10. Juni 1998 | LASK                     | 07       | 03       | 8. Sep. 2020    |          |
| 10         | Romano Schmid        | 27. Jan. 2000 | Werder Bremen            | 05       | 0        | 8. Sep. 2020    |          |
| 19         | Patrick Schmidt      | 22. Juli 1998 | FC Barnsley              | 14       | 01       | 8. Sep. 2020    |          |
| 21         | Marco Grüll          | 6. Juli 1998  | SV Ried                  | 05       | 0        | 8. Sep. 2020    |          |

### In der Qualifikation und den Play-offs zur EM 2019 eingesetzte Spieler
- Torhüter:

Paul Gartler (2 Spiele / 0 Tore; SK Rapid Wien / Kapfenberger SV / SK Rapid Wien, 10.03.1997), Osman Hadžikić (1/0; FK Austria Wien / vereinslos, 12.03.1996), Alexander Schlager (9/0; Floridsdorfer AC / FC Liefering / LASK Linz, 01.02.1996);
- Verteidigung: Dominik Baumgartner (7/0; SV Grödig / FC Wacker Innsbruck, 20.07.1996), Kevin Danso (6/0; FC Augsburg, 19.09.1998), Marco Friedl (6/1; FC Bayern München / SV Werder Bremen, 16.03.1998), Petar Gluhakovic (4/0; FK Austria Wien, 25.03.1996), Sandro Ingolitsch (7/0; FC Liefering / SKN St. Pölten, 18.04.1997), Philipp Lienhart (8/1; Real Madrid / SC Freiburg, 11.07.1996), Dario Maresic (5/0; SK Sturm Graz, 29.09.1999), Stefan Posch (4/1; TSG 1899 Hoffenheim, 14.05.1997), Maximilian Ullmann (9/2; LASK Linz, 17.06.1996), Maximilian Wöber (7/0; SK Rapid Wien / AFC Ajax, 04.02.1998);
- Mittelfeld:

Kelvin Arase (2/0; SV Horn, 15.01.1999), Christoph Baumgartner (6/0; AKA St. Pölten / TSG 1899 Hoffenheim, 01.08.1999), Mathias Honsak (7/6; SCR Altach / FC Red Bull Salzburg / Holstein Kiel, 20.12.1996), Sascha Horvath (9/1; FK Austria Wien / SK Sturm Graz / Dynamo Dresden, 22.08.1996), Konrad Laimer (7/2; FC Red Bull Salzburg / RB Leipzig, 27.05.1997), Ivan Ljubić (6/0; SC Wiener Neustadt / TSV Hartberg, 07.07.1996), Dejan Ljubičić (5/0; SK Rapid Wien, 08.10.1997), Sandi Lovrić (8/0; SK Sturm Graz, 28.03.1998), Dominik Prokop (8/0; FK Austria Wien, 02.06.1997), Rami Tekir (1/0; FC Wacker Innsbreuck / FC Liefering, 10.01.1997);
- Angriff:

Adrian Grbić (6/2; VfB Stuttgart / Floridsdorfer AC / SCR Altach, 04.08.1996), Arnel Jakupovic (10/4; Juventus / Empoli FC, 29.05.1998), Saša Kalajdžić (1/0; FC Admira Wacker Mödling, 07.07.1997), Marko Kvasina (8/3; FK Austria Wien / Twente Enschede / SV Mattersburg, 20.12.1996), Patrick Schmidt (1/0; FC Admira Wacker Mödling, 22.07.1998), Hannes Wolf (6/1F; C Red Bull Salzburg, 16.04.1999).
- Betreuerstab:

- Teamchef:

Werner Gregoritsch (Teamchef, 22.03.1958)
- Co-Trainer:

bis 31.12.2017 Wolfgang Luisser (31.08.1979), seit 14.03.2018 Dietmar Pegam (11.06.1968)
- Torwarttrainer:

bis 13.03.2017 Roland Goriupp (24.04.1971), 13.03.2017–13.03.2018 Wolfgang Wimmer (17.08.1965), seit 14.03.2018 Raimund Hedl (31.08.1974).

## Länderspiele
| Datum      | Spielort (Stadion)                  | Gegner            | Ergebnis1) | Torschützen | Bewerb                            |
| ---------- | ----------------------------------- | ----------------- | ---------- | --- | --------------------------------- |
| 24.03.2017 | Murcia                              | Australien U-23   | 1:1 (0:0)  | 0:1 (55.), Mabil, 1:1 (85.) Grbić                                                                                            | Freundschaftsspiel                |
| 27.03.2017 | Murcia                              | Niederlande U-21  | 1:0 (1:0)  | 1:0 (2.) Kvasina | Freundschaftsspiel                |
| 08.06.2017 | Ritzing                             | Gibraltar U-21    | 3:0 (1:0)  | 1:0 (6.) Friedl, 2:0 (60.) Horvath, 3:0 (90.) Prokop                                                                         | EM-Qualifikation 2019             |
| 12.06.2017 | Ritzing                             | Ungarn U-21       | 2:1 (1:1)  | 1:0 (7.) Maresic, 1:1 (19.) Lenzsér, 2:1 (76.) Tekir                                                                         | Freundschaftsspiel                |
| 01.09.2017 | Hartberg                            | Finnland U-21     | 2:2 (0:1)  | 0:1 (32.) Källmann, 0:2 (62.) Källmann, 1:2 (84.) Honsak, 2:2 (90., Strafstoß) Grbić                                         | Freundschaftsspiel                |
| 04.09.2017 | Hartberg                            | Kroatien U-21     | 1:1 (1:0)  | 1:0 (1.) Jakupovic, 1:1 (65.) Ćorić                                                                                          | Freundschaftsspiel                |
| 06.10.2017 | Moskau (Stadion Oktyabr)            | Russland U-21     | 0:1 (1:0)  | 0:1 (27., Strafstoß) Zhemaletdinov                                                                                           | EM-Qualifikation 2019             |
| 10.10.2017 | Jerewan (Avan Academy Stadion)      | Armenien U-21     | 5:0 (0:0)  | 1:0 (49.) Kvasina, 2:0 (60.) Schlager, 3:0 (75.) Schlager, 4:0 (78.) Jakupovic, 5:0 (81.) Kvasina                            | EM-Qualifikation 2019             |
| 10.11.2017 | Maria Enzersdorf (BSFZ-Arena)       | Serbien U-21      | 1:3 (0:1)  | 0:1 (30.) Lutovac, 1:1 (80.) Laimer, 1:2 (85., Strafstoß) Jović, 1:3 (90. +1) Ilic                                           | EM-Qualifikation 2019             |
| 14.11.2017 | Skopje                              | Mazedonien U-21   | 4:0 (3:0)  | 1:0 (12.) Jakupovic, 2:0 (26.) Honsak, 3:0 (36.) Laimer, 4:0 (54.) Jakupovic                                                 | EM-Qualifikation 2019             |
| 27.03.2018 | Maria Enzersdorf (BSFZ-Arena)       | Mazedonien U-21   | 2:0 (0:0)  | 1:0 (65.) Honsak, 2:0 (73.) Honsak                                                                                           | EM-Qualifikation 2019             |
| 31.05.2018 | (Zell am See)                       | Tschechien U-21   | 0:3 (0:1)  | 0:1 (5.) Pulkrab, 0:2 (53.) Halesic, 0:3 (90.) Kuchta                                                                        | Freundschaftsspiel                |
| 03.06.2018 | (Zell am See)                       | Tschechien U-21   | 2:3 (2:1)  | 1:0 (3., Strafstoß) Grbic, 1:1 (33.) Kuchta, 2:1 (45.) Thurnwald, 2:2 (54.) Sadilek, 2:3 (60.) Baco                          | Freundschaftsspiel                |
| 07.09.2018 | Ritzing (Sonnenseestadion)          | Armenien U-21     | 2:1 (1:0)  | 1:0 (3., Strafstoß) Kvasina, 1:1 (61.) Bichakhchyan, 2:1 (70.) Ullmann                                                       | EM-Qualifikation 2019             |
| 11.09.2018 | Gibraltar (Victoria Stadium)        | Gibraltar U-21    | 5:0 (1:0)  | 1:0 (24.) Honsak, 2:0 (55.) Honsak, 3:0 (58.) Ullmann, 4:0 (74.) Lienhart, 5:0 (80.) Honsak                                  | EM-Qualifikation 2019             |
| 12.10.2018 | (Novi Sad)                          | Serbien U-21      | 0:0        | keine | EM-Qualifikation 2019             |
| 16.10.2018 | St. Pölten (NV Arena)               | Russland U-21     | 3:2 (1:1)  | 1:0 (12.) Grbić, 1:1 (14.) Tschalow, 2:1 (48.) Wolf, 2:2 (52.) Chalov, 3:2 (75.) Jakupovic                                   | EM-Qualifikation 2019             |
| 16.11.2018 | (Thessaloniki)                      | Griechenland U-21 | 1:0 (0:0)  | 0:1 (84.) Posch | EM-Qualifikation 2019 (Play-offs) |
| 20.11.2018 | St. Pölten (NV Arena)               | Griechenland U-21 | 1:0 (0:0)  | 1:0 (51.) Grbic | EM-Qualifikation 2019 (Play-offs) |
| 21.03.2019 | Triest (Nereo Rocco)                | Italien U-21      | 0:0        | keine | Freundschaftsspiel                |
| 25.03.2019 | Algeciras (Nueva Mirador)           | Spanien U-21      | 0:3 (0:0)  | 0:1 (53.) Carlos Soler, 0:2 (62.) Carlos Soler, 0:3 (81.) Marc Roca                                                          | Freundschaftsspiel                |
| 11.06.2019 | Hartberg (Profertil Arena Hartberg) | Frankreich U-21   | 3:1 (1:0)  | 1:0 (21.) Wolf, 1:1 (57.) Reine-Adélaïde, 2:1 (58.) Wolf, 3:1 (85.) Balić                                                    | Freundschaftsspiel                |
| 17.06.2019 | Triest                              | Serbien U-21      | 2:0 (1:0)  | 1:0 (37.) Wolf, 2:0 (78.) Horvath                                                                                            | EM-Endrunde 2019                  |
| 20.06.2019 | Udine                               | Dänemark U-21     | 1:2 (0:1)  | 0:1 (33.) Mæhle, 1:1 (47.) Lienhart, 1:2 (77.) Mæhle, 1:3 (90.) Olsen                                                        | EM-Endrunde 2019                  |
| 23.06.2019 | Udine                               | Deutschland U-21  | 1:1 (1:1)  | 0:1 (14.) Waldschmidt, 1:1 (24., Strafstoß) Danso                                                                            | EM-Endrunde 2019                  |
| 05.09.2019 | Andorra la Vella                    | Andorra U-21      | 3:1 (2:1)  | 1:0 (22.) Meister, 2:0 (26.) Meister, 2:1 (36.) Ubach, 3:1 (76., Strafstoß) Danso                                            | EM-Qualifikation 2021             |
| 09.09.2019 | Durrës                              | Albanien U-21     | 4:0 (2:0)  | 1:0 (6.) Raguz, 2:0 (8.) Lovrić, 3:0 (72.) Baumgartner, 4:0 (73.) Lovric                                                     | EM-Qualifikation 2021             |
| 11.10.2019 | Ritzing (Sonnenseestadion)          | Türkei U-21       | 3:0 (2:0)  | 1:0 (10.) Meister, 2:0 (32.) Raguz, 3:0 (65.) Lovrić                                                                         | EM-Qualifikation 2021             |
| 09.09.2019 | Milton Keynes                       | England U-21      | 1:5 (0:4)  | 0:1 (12.) Hudson-Odoi, 0:2 (30.) Nketiah, 0:3 (40.) Nketiah, 0:4 (45.) Hudson-Odoi, 1:4 (66.) Baumgartner, 1:5 (79.) Nketiah | EM-Qualifikation 2021             |
| 15.11.2019 | Ried (Josko Arena)                  | Kosovo U-21       | 4:0 (2:0)  | 1:0 (14.) Raguz, 2:0 (20.) Friedl, 3:0 (69.) Friedl, 4:0 (74.) Lovrić                                                        | EM-Qualifikation 2021             |
| 18.11.2019 | Budapest                            | Ungarn U-21       | 1:0 (1:0)  | 1:0 (44.) Danso | Freundschaftsspiel                |

1) Ergebnisse aus österreichischer Sicht

## Galerie

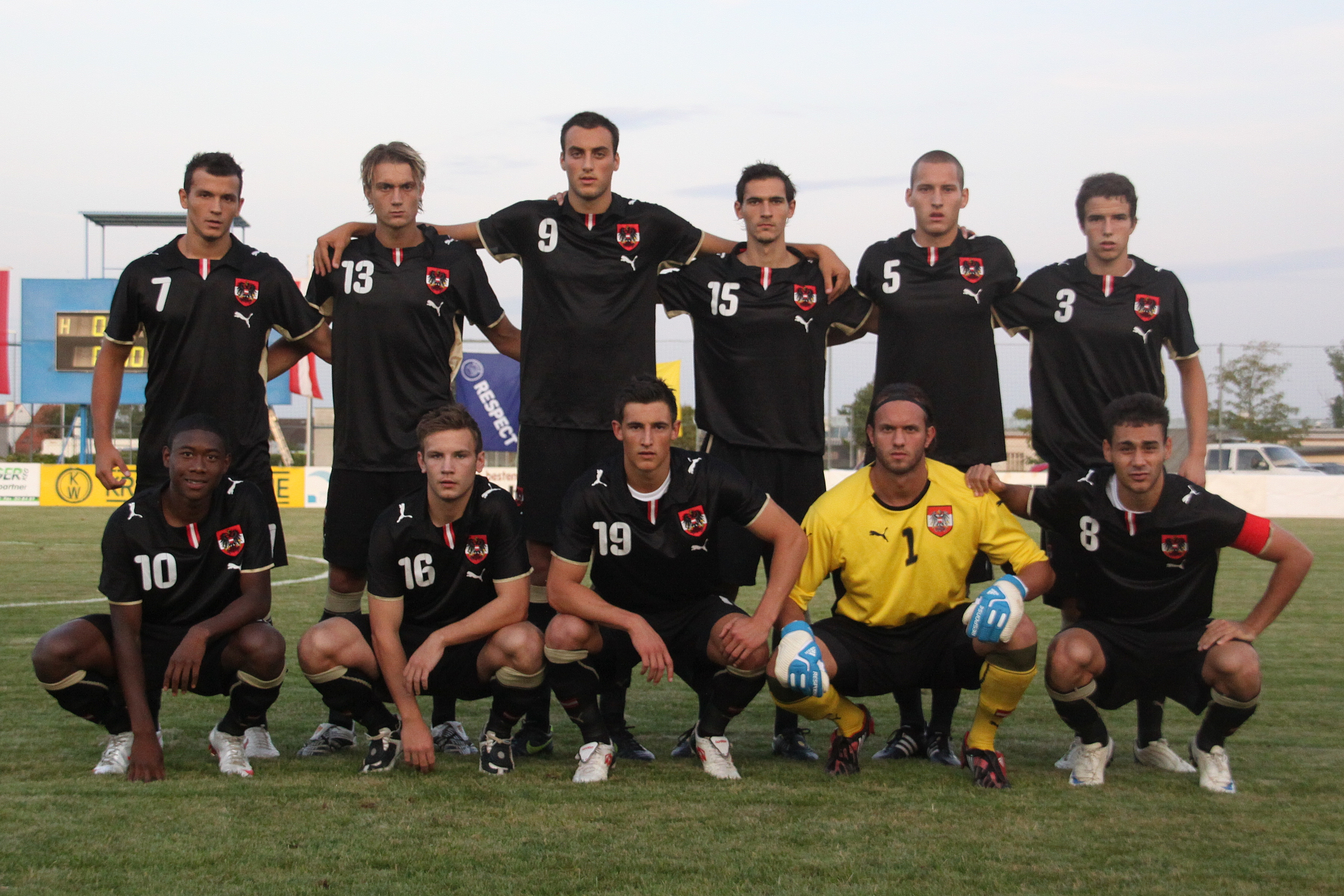
Vor dem Spiel gegen Albanien am 9. September 2009 (links hockend David Alaba)
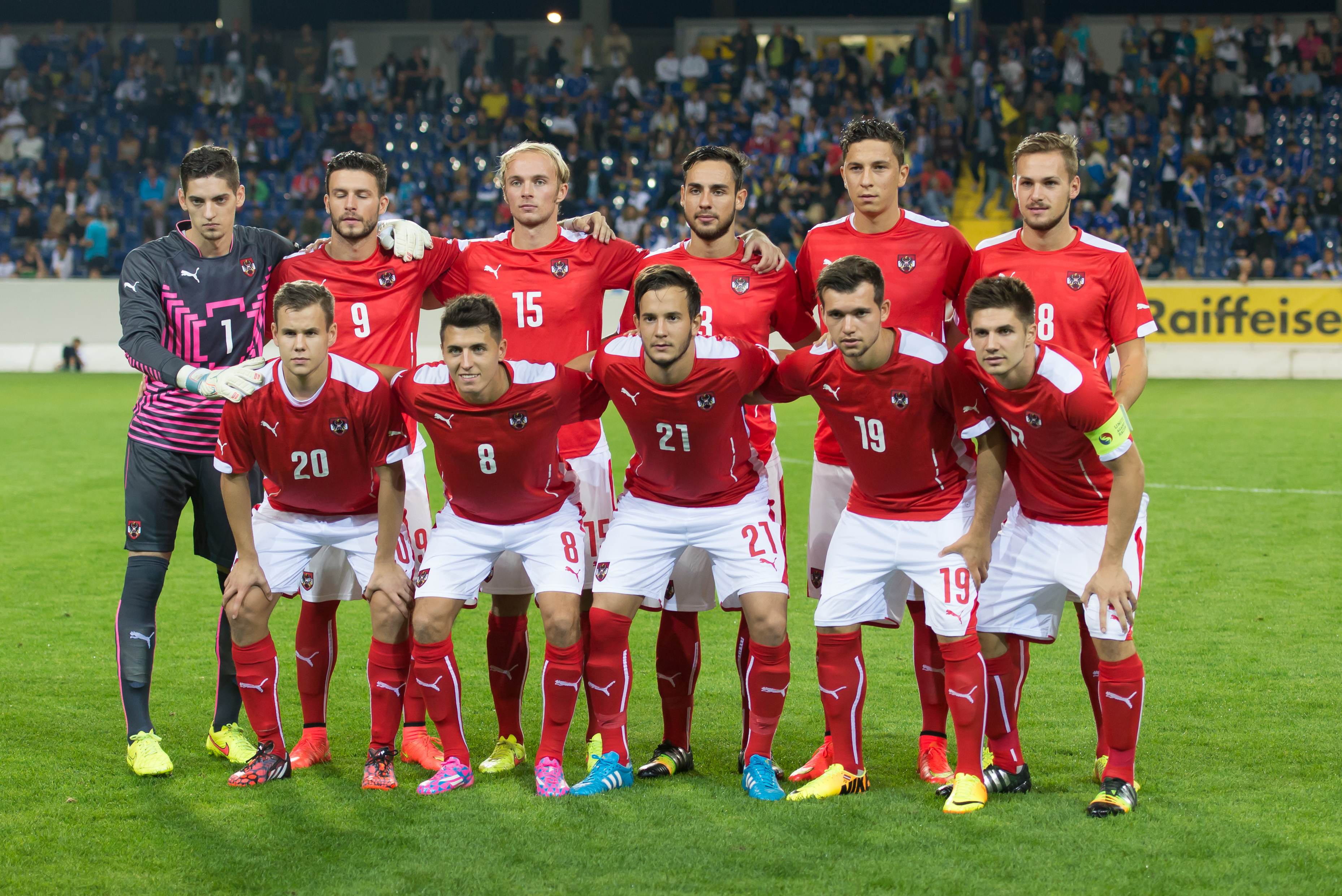
Vor dem Spiel gegen Bosnien und Herzegowina am 5. September 2014 in St. Pölten.
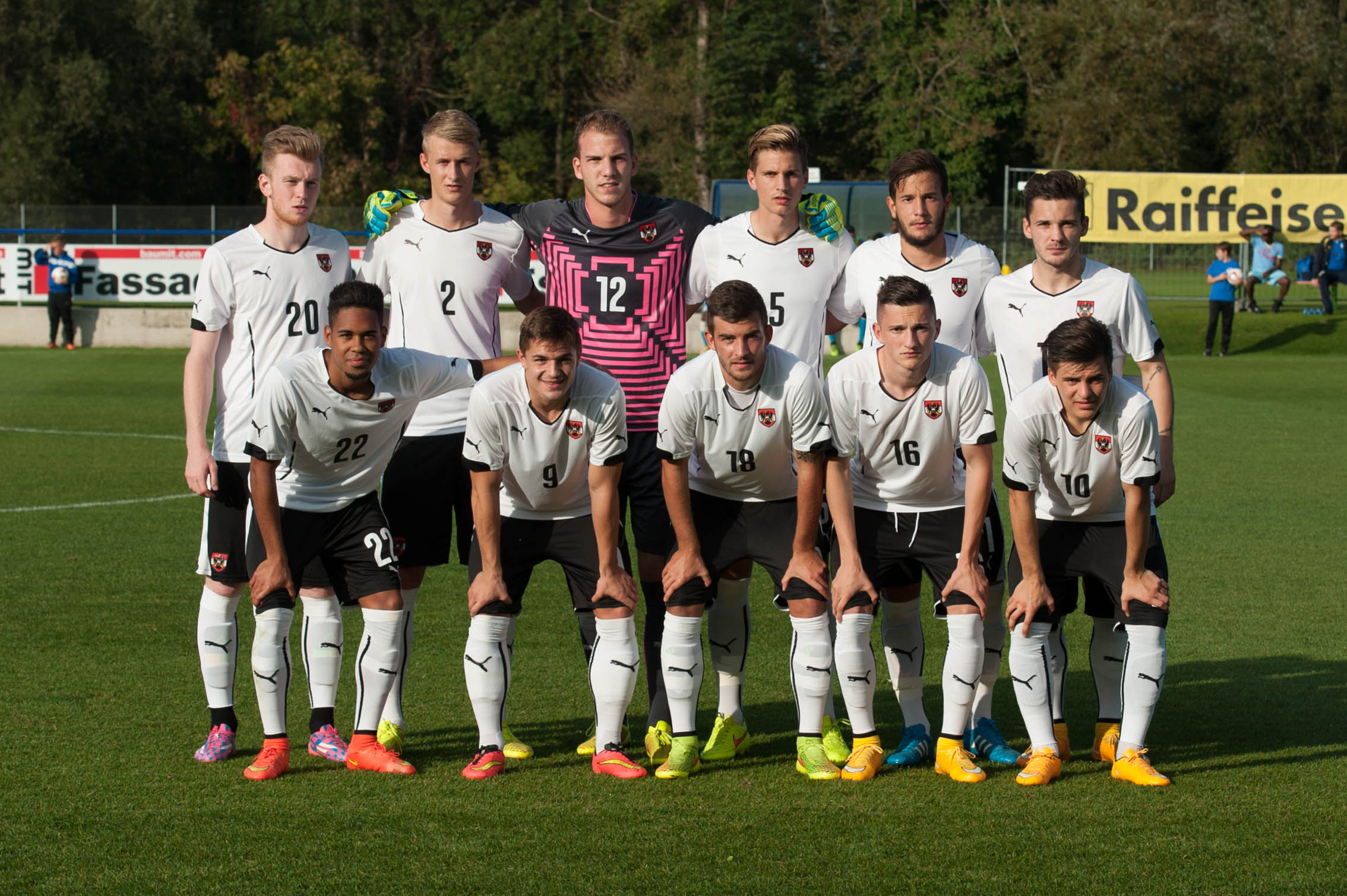
Vor dem Spiel gegen die Demokratische Republik Kongo am 12. September 2014 in Bad Erlach.
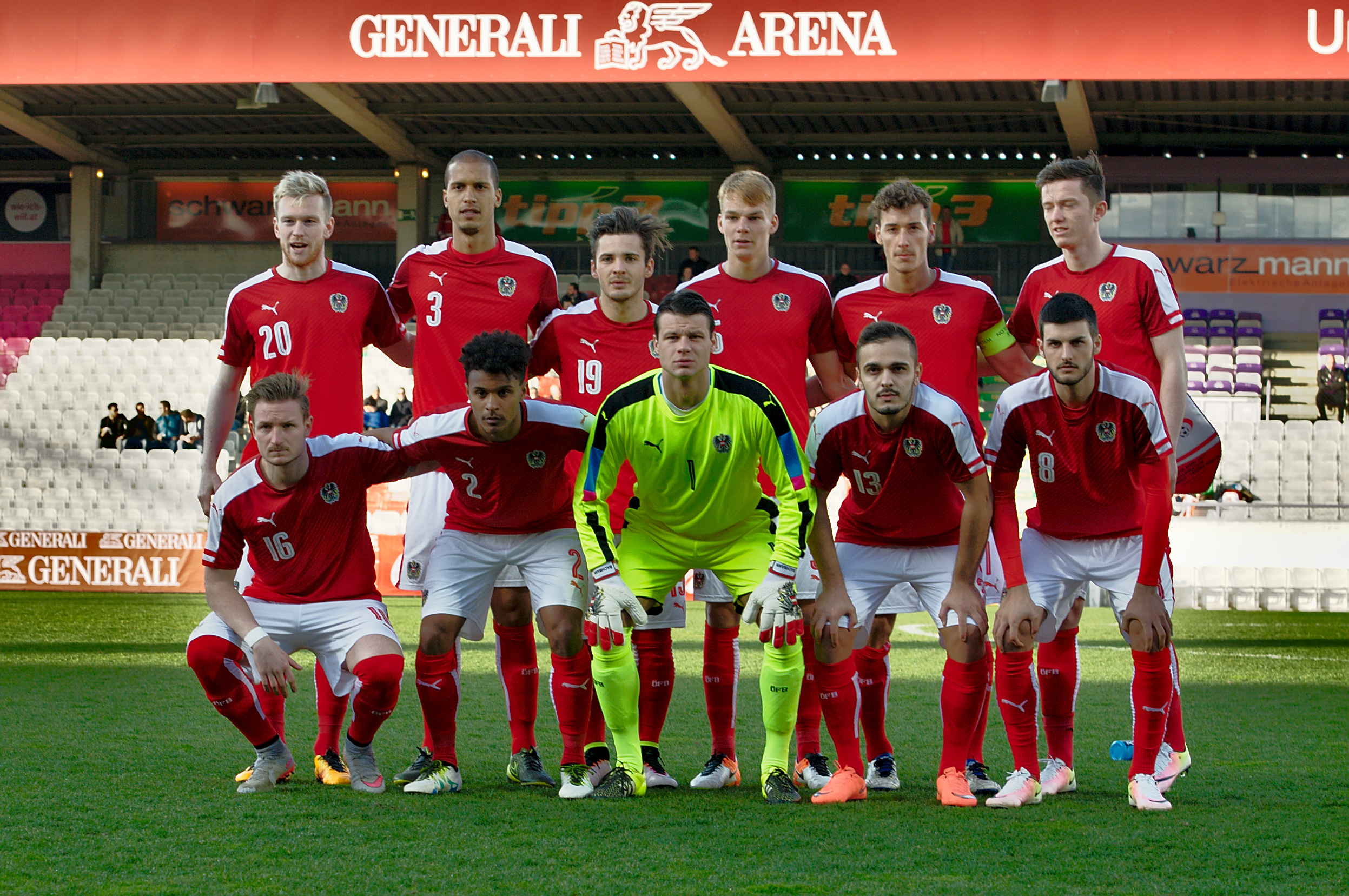
Vor dem Spiel gegen die Färöer am 29. März 2016 in Wien.
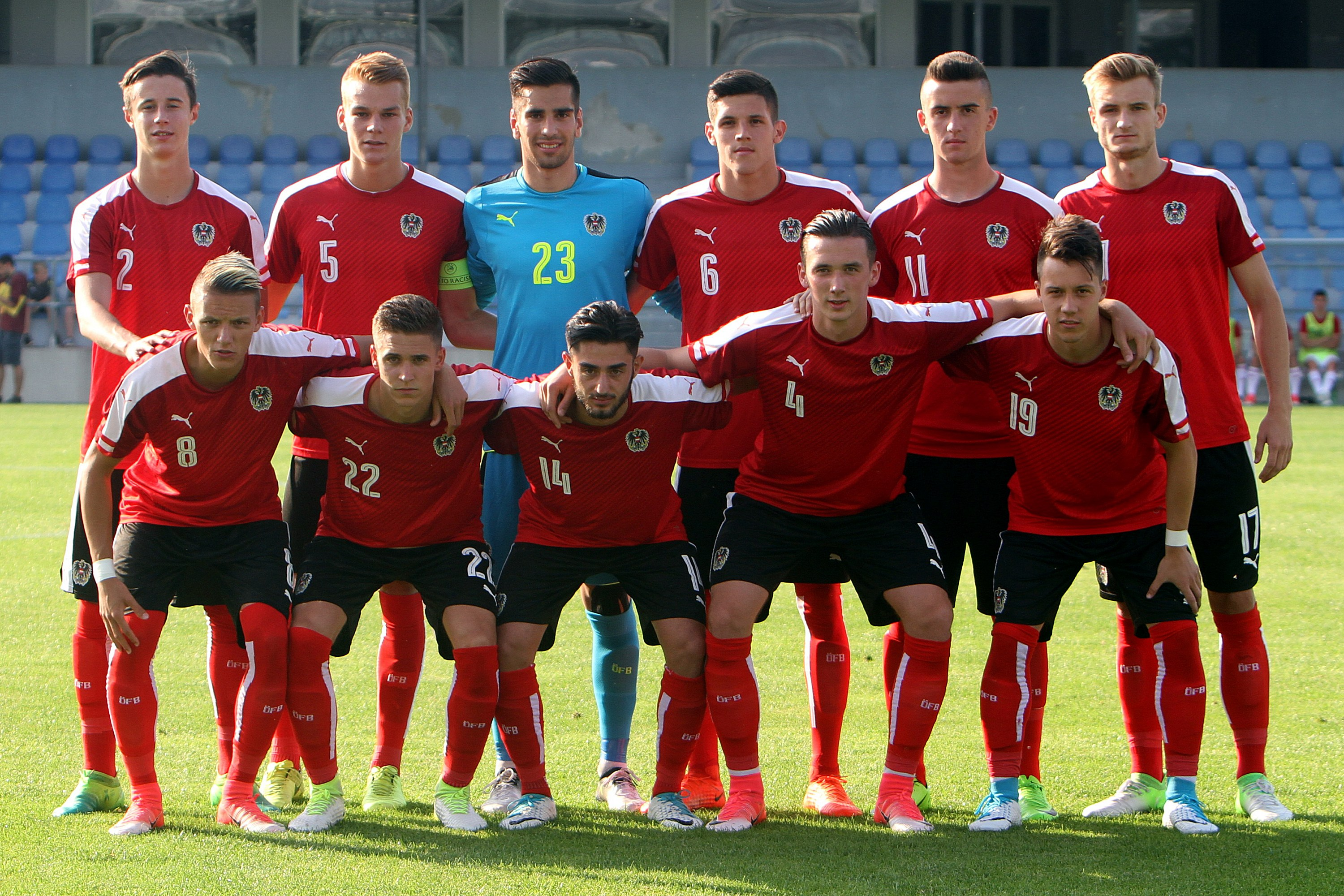
Vor dem Freundschaftsspiel gegen Ungarn am 12. Juni 2017 in Ritzing.
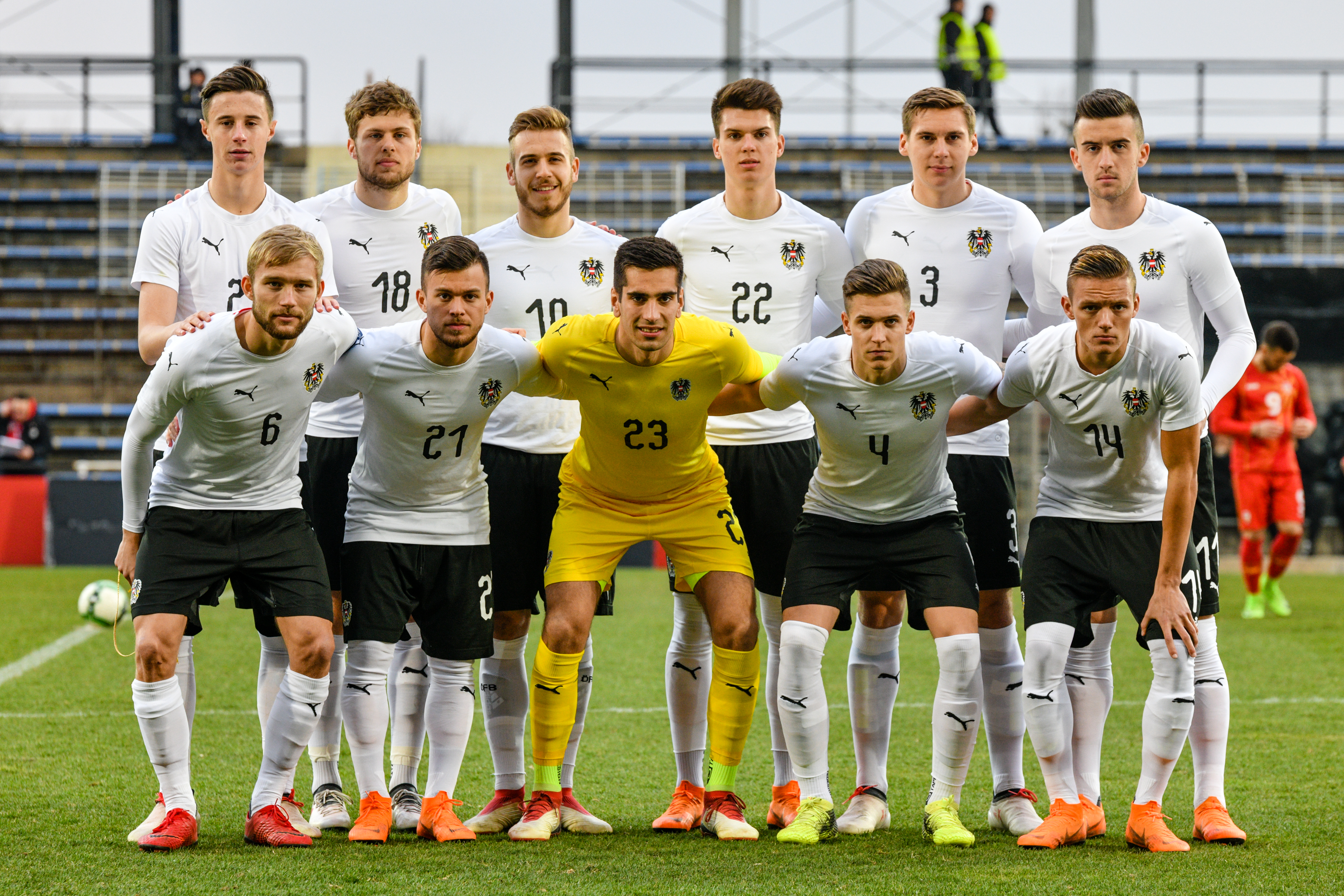
Vor dem Euro 2019 Qualifikationsspiel gegen Mazedonien am 27. März 2018 in der BSFZ-Arena.

## Rekordspieler und -torschützen
| Rekordspieler        | Rekordspieler         | Rekordspieler | Rekordspieler | Rekordspieler |
| Spiele               | Spieler               | Geburtsdatum  | Debüt         | Alter         |
| -------------------- | --------------------- | ------------- | ------------- | ------------- |
| 34                   | Markus Berger         | 21.01.1985    | 07.09.2002    | 17 j 07 m     |
| 29                   | Michael Gregoritsch   | 18.04.1994    | 09.08.2011    | 17 j 03 m     |
| 28                   | Raphael Holzhauser    | 16.02.1993    | 18.11.2009    | 16 j 09 m     |
| 25                   | Roman Kienast         | 29.03.1984    | 01.04.2003    | 19 j 00 m     |
| 25                   | György Garics         | 08.03.1984    | 19.08.2003    | 19 j 05 m     |
| 25                   | Volkan Kahraman       | 10.10.1979    | 24.03.1998    | 18 j 05 m     |
| 24                   | Ramazan Özcan         | 28.06.1984    | 12.11.2003    | 19 j 04 m     |
| 24                   | Patrick Farkas        | 09.09.1992    | 17.11.2010    | 18 j 02 m     |
| 23                   | Franz Schiemer        | 21.03.1986    | 12.11.2003    | 17 j 07 m     |
| 23                   | Florian Klein         | 17.11.1986    | 06.09.2005    | 18 j 09 m     |
| 23                   | Christoph Martschinko | 13.02.1994    | 09.09.2013    | 19 j 06 m     |
| 21                   | Markus Weissenberger  | 08.03.1975    | 09.03.1993    | 18 j 00 m     |
| Stand: 28. März 2017 |                       |               |               |               |

## Spätere A-Team-Spieler

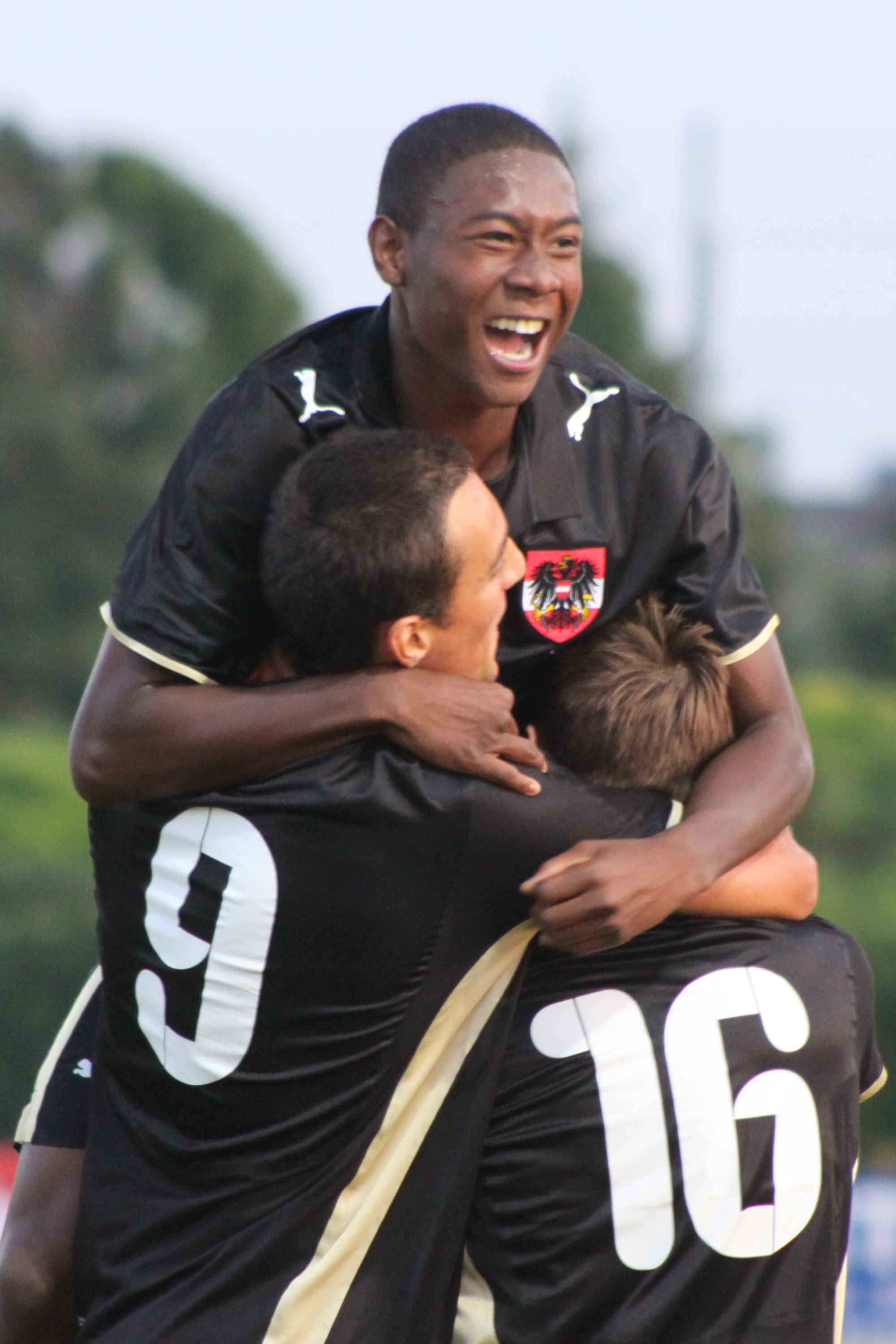
David Alaba jubelt 2009 mit den Torschützen Atdhe Nuhiu (Nr. 9) und Andreas Weimann (Nr. 16).

In gegenständliche Auflistung wurden nur Spieler aufgenommen, die in weiterer Folge zu Einsätzen in der A-Nationalmannschaft kamen. In Klammer ist die Anzahl der Einsätze beim jeweiligen Qualifikationsturnier angegeben.
- Europameisterschaft 2002 (8 Spiele, Teamchef Willibald Ruttensteiner):

Ferdinand Feldhofer (4), Andreas Ivanschitz (3), Volkan Kahraman (8), Markus Katzer (3), Markus Kiesenebner (7), Roland Linz (6), Wolfgang Mair (3), Thomas Mandl (2), Manuel Ortlechner (6), Helge Payer (8), Emanuel Pogatetz (6), Yüksel Sariyar (4), Paul Scharner (7), Joachim Standfest (3), Roman Wallner (3).
- Europameisterschaft 2004 (8 Spiele, Teamchef Willibald Ruttensteiner):

György Garics (2), Michael Gspurning (4), Andreas Ibertsberger (7), Andreas Ivanschitz (3), Zlatko Junuzović (4), Roman Kienast (5), Stefan Kulovits (6), Andreas Lasnik (3), Roland Linz (3), Thomas Pichlmann (5), Emanuel Pogatetz (1), Patrick Pircher (7), Thomas Prager (2), Klaus Salmutter (2), Jürgen Säumel (4).
- Europameisterschaft 2006 (8 Spiele, Teamchef Willibald Ruttensteiner):

Andreas Dober (2), Hannes Eder (4), Christian Fuchs (5), György Garics (6), Ronald Gërçaliu (2), Andreas Hölzl (6), Marc Janko (4), Roman Kienast (6), Stefan Kulovits (5), Andreas Lasnik (7), Ramazan Özcan (10), Thomas Prager (7), Klaus Salmutter (4), Jürgen Säumel (6), Franz Schiemer (6), Andreas Ulmer (2).
- Europameisterschaft 2007 (2 Spiele, Teamchef Manfred Zsak):

Andreas Dober (1), Christian Fuchs (2), György Garics (2), Martin Harnik (1), Erwin Hoffer (2), Andreas Hölzl (1), Veli Kavlak (1), Roman Kienast (2), Ramazan Özcan (2),
- Europameisterschaft 2009 (8 + 2 Spiele, Teamchef Manfred Zsak):

Julian Baumgartlinger (9), Andreas Dober (7), Christopher Drazan (1), Erwin Hoffer (6), Zlatko Junuzović (4), Veli Kavlak (7), Rubin Okotie (7), Christoph Saurer (6), Franz Schiemer (4).